# Wilhelm Edmund Mengelberg
Wilhelm Edmund (Willem) Mengelberg (Keulen, 22 december 1850 - aldaar, 21 november 1922) was een Duits/Nederlands architect, beeldhouwer en tekenaar. Na zijn leerschool in Keulen werkte hij van 1876 tot 1891 in Utrecht in het atelier van zijn broer Friedrich Wilhelm Mengelberg. Hij was leraar van Jan Hendrik Brom.